# Zodarion attikaense
Zodarion attikaense är en spindelart som beskrevs av Jörg Wunderlich 1980. Zodarion attikaense ingår i släktet Zodarion och familjen Zodariidae.
Artens utbredningsområde är Grekland. Inga underarter finns listade i Catalogue of Life.